# Albert Lenourry
Albert Lenourry, né à Marchésieux en 1921 et mort fusillé le 6 mars 1946, est un collaborateur pendant l'Occupation.

## Biographie
Il est ouvrier à Lingreville et membre du Parti populaire français. En 1942, il est interprète à Granville. En 1943, il bascule ensuite dans la collaboration, et entre au service de la Gestapo en 1943. Sous de fausses identités, il se fait passer pour réfractaire au STO, ou comme résistant. Il est à l'origine de plusieurs arrestations dans les rangs de la Résistance intérieure dont celles de plusieurs membres du groupe de résistance de Fougerolles-du-Plessis.
Le 28 juillet 1944, un bataillon d'éléments SS de la 2e division SS Das Reich, conduit par les miliciens Fernandez et Albert Lenourry, cerne le village de Fougerolles-du-Plessis. Les hommes de 16 à 50 ans sont rassemblés sur la place de l'Église. Des recherches sont effectuées en campagne. Quatorze hommes sont faits prisonniers et emmenés par les Allemands. Quatre d'entre eux seront exécutés le 30 juin 1944 au château de Bourberouge.
Lenourry est condamné à mort par la cour de justice d'Avranches le 24 janvier 1946. Il est exécuté le 6 mars 1946.

## Sources
- Biographie